# Pachylasma chinense
Pachylasma chinense is een zeepokkensoort uit de familie van de Pachylasmatidae. De wetenschappelijke naam van de soort is voor het eerst geldig gepubliceerd in 1912 door Pilsbry.